# Großsteingräber bei Gimritz
Die Großsteingräber bei Gimritz waren drei jungsteinzeitliche megalithische Grabanlagen in Gimritz, einem Ortsteil der Gemeinde Wettin-Löbejün im Saalekreis, Sachsen-Anhalt. Die Anlagen wurden im 18. und 19. Jahrhundert zerstört.

## Lage
Die genaue Lage der Gräber ist nicht überliefert, was zu einigen Verwirrungen über ihre geografische Zuordnung geführt hat. In Berichten aus dem 18. und 19. Jahrhundert wurden sie unter verschiedenen Orten geführt. Ulrich Fischer nahm daher an, dass es sich um jeweils ein Grab in Gimritz, Brachwitz und Wettin gehandelt hat. Wegen der Ähnlichkeit der Beschreibungen der Gräber 2 und 3, die angeblich in Brachwitz und Wettin lagen, vermutete Waldtraut Schrickel, dass es sich hierbei nur um ein Grab handelte, das auf Gimritzer Gebiet lag. Durch einen genauen Vergleich der historischen Beschreibungen mit Landkarten kam Hans-Jürgen Beier schließlich zu dem Ergebnis, dass alle drei Gräber in der Gegend der Lerche bei Gimritz gelegen haben müssen.

## Beschreibung
Nach Johann Christoph von Dreyhaupt waren die drei Gräber einander recht ähnlich und besaßen langgestreckte Hügelschüttungen. Eines war ost-westlich orientiert und soll eine Länge von 300 Ellen (ca. 180 m) besessen haben, was von Hans-Jürgen Beier aber als Übertreibung oder Druckfehler angesehen wird. Zwei der Gräber wurden 1733 abgetragen, das dritte blieb noch bis zum Anfang des 19. Jahrhunderts erhalten. Dieses wurde um 1820 von Zwanziger untersucht, der eine steinerne Umfassung, eine Hügelschüttung und eine darin befindliche Grabkammer feststellen konnte. Die Kammer war rechteckig und bestand aus Steinplatten. Sie war in der Mitte durch eine quergestellte Platte zweigeteilt und mit nur einer Platte abgedeckt. Eine der Abschlussplatten an den Schmalseiten wies ein Seelenloch auf. Der Boden der Kammer war mit einer Schicht Sand bestreut. Das Grab dürfte als Urdolmen anzusprechen sein.
Als einzige Grabbeigabe wurde eine Amphore der jungneolithischen Baalberger Kultur gefunden. Da aber einige Architekturelemente wie das Seelenloch oder die Unterteilung der Kammer eher für jüngere Zeiten typisch sind, wäre es auch denkbar, dass das Grab von der spätneolithischen Walternienburger oder der Bernburger Kultur errichtet wurde und es sich bei dem Baalberger Gefäß um einen über längere Zeit tradierten Gegenstand handelte. Der Verbleib der Amphore ist unbekannt.